# Bruno Cassinari

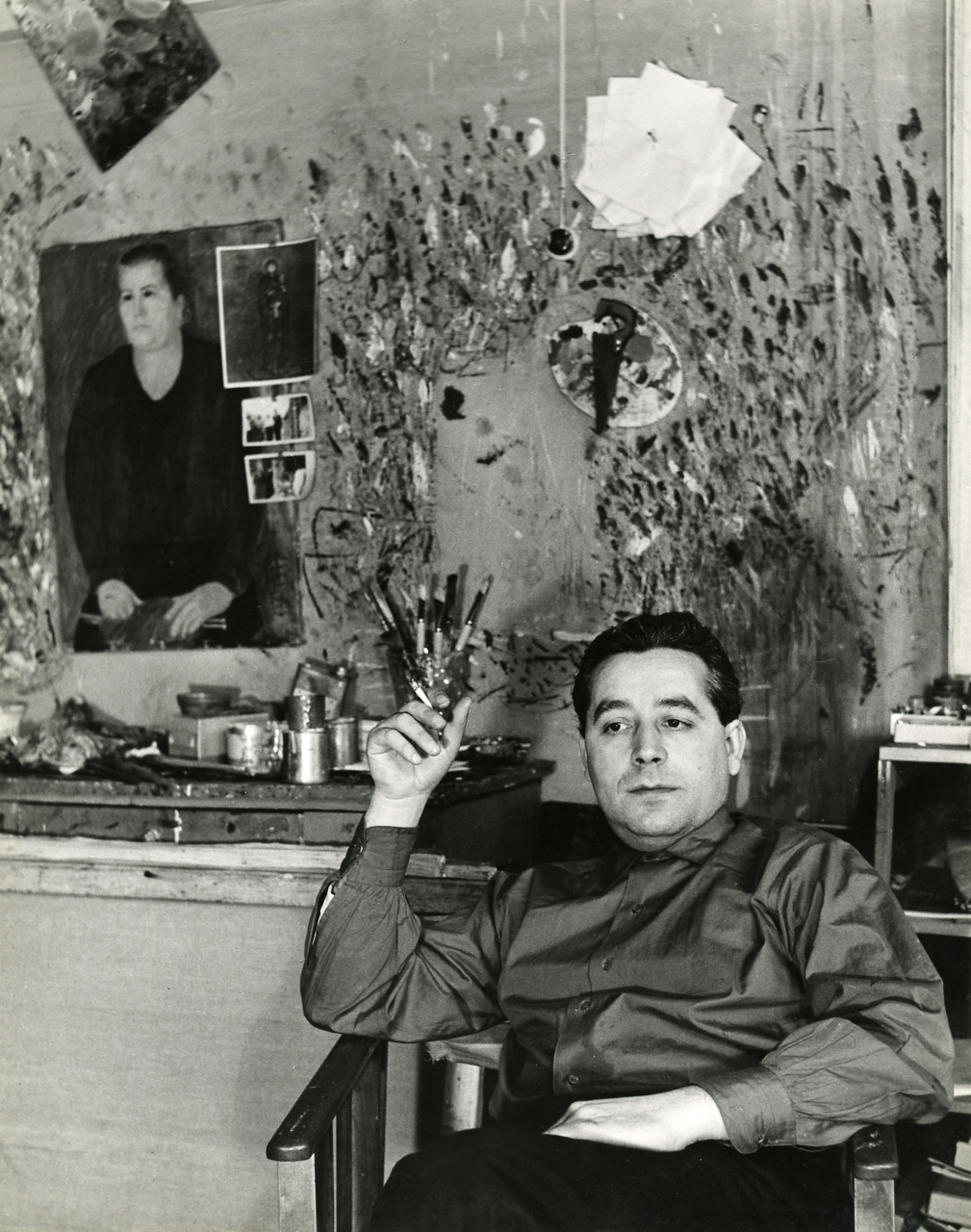
Bruno Cassinari. Foto von Paolo Monti, 1958 (Bestand Paolo Monti, BEIC)

Bruno Cassinari (* 29. Oktober 1912 in Piacenza; † 26. März 1992 in Mailand) war ein italienischer Maler und Grafiker.
Nach dem Besuch der Grundschule in seiner Heimatstadt Piacenza besuchte Bruno Cassinari die Scuola d’arte Gazzola di Piacenza, eine Kunstschule in Piacenza. Er begann bereits zu malen, unterstützt von seiner Mutter, die ihm auch Modell stand. Ab 1929 besuchte er die Humanistische Schule in Mailand und studierte Kunst in Abendkursen und ab 1934 ständig an der Accademia di Brera, später als Schüler von Aldo Carpi (1886–1973).
Im April 1933 wurde ein erstes Bild von Cassinari während der Ausstellung Mostra di Artisti Piacentini im Salone del Gotico in Piacenza gezeigt. 1939 gewann er den italienischen Preis für junge Maler. Während des Zweiten Weltkrieges lebte Cassinari in Gropparello und Venedig. Er kehrte 1945 nach Mailand zurück und begann für die Zeitschrift ‚1945‘ zu schreiben, die sich für den politischen Fortschritt und die avantgardistische Kunst einsetzte. Im Jahr 1946 unterschrieb Cassinari das Manifesto di fondazione della Nuova Secessione Artistica Italiana (‚Manifest der Gründung einer neuen künstlerischen Sezession in Italien‘) und war Mitbegründer der Fronte Nuovo delle Arti, zusammen mit den Künstlern Renato Birolli, Renato Guttuso, Leoncillo Leonardi, Ennio Morlotti, Armando Pizzinato, Giuseppe Santomaso, Emilio Vedova, Alberto Viani. In den Jahren 1948 und 1952 nahm er an der Biennale von Venedig teil. Er gewann 1952 den Biennale-Preis für Malerei.
1949 hatte Cassinari eine wichtige Einzelausstellung in der Galerie Milione in Mailand, 1952 stellte er in der Kurt Valentin Gallery in New York aus. Cassinari war Teilnehmer der documenta I, (1955) und der documenta II (1959) in Kassel. Weitere wichtige Ausstellungen folgten, unter anderem 1957 in der Matthieson Gallery in London und der Galerie Klihm München. 1960 wurden Cassinaris Arbeiten wiederum in Deutschland in Darmstadt, Berlin und Kassel gezeigt. 1967 hatte er eine Ausstellung in der Galerie Delfino in Rovereto. Im Jahr 1983 wurde in seiner Heimatstadt Piacenza eine große Werkschau gezeigt, weitere folgten 1986 im Palazzo Reale in Mailand und 1988 in der Galerie Pace, ebenfalls in Mailand.
Cassinaris Malerei hat ihre Wurzeln im Expressionismus mit einer starken Beeinflussung durch die Kunst Pablo Picassos. Das bevorzugte Thema seiner Malerei waren Frauen-Portraits.

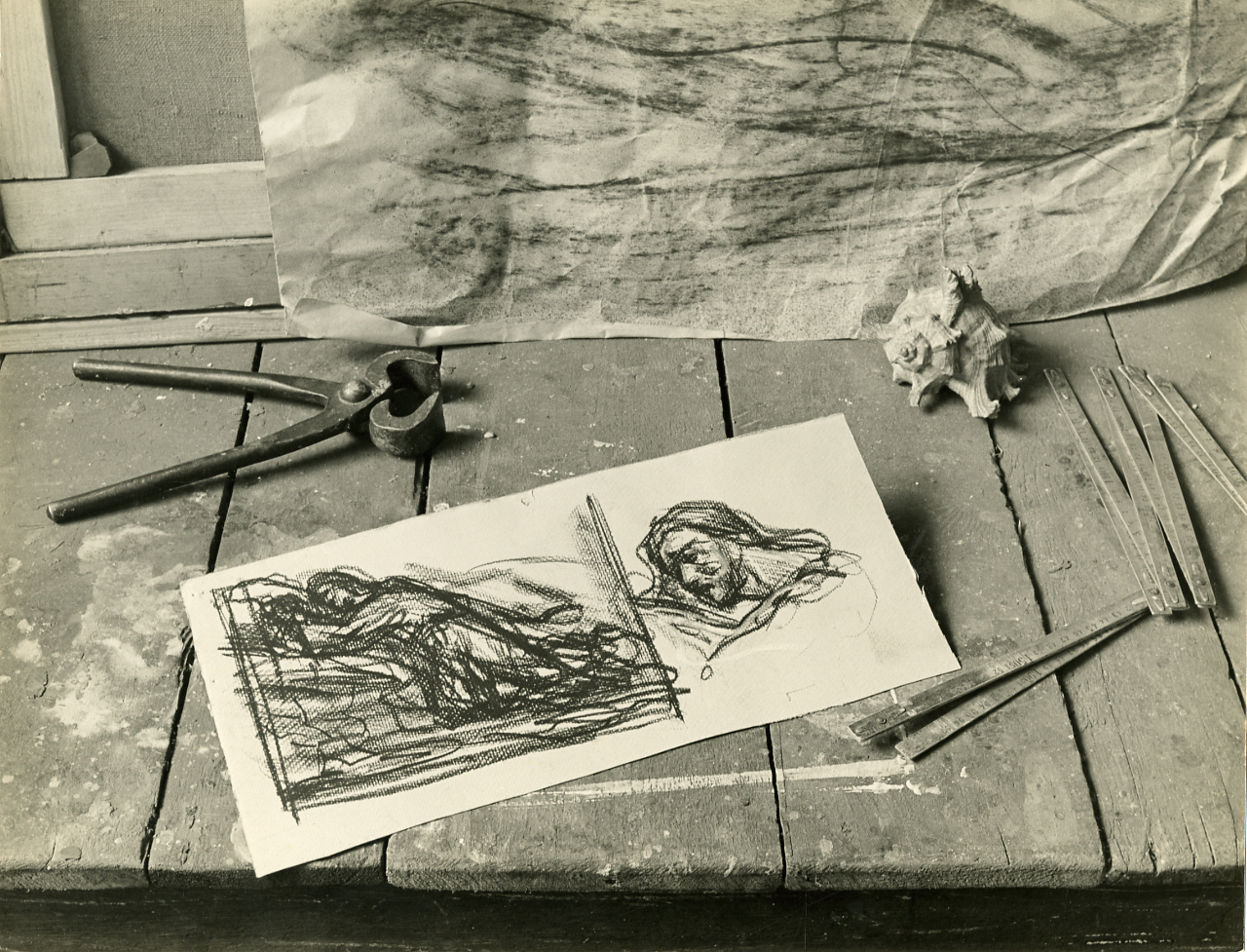
Bruno Cassinari, Vence, 1963. Foto von Paolo Monti
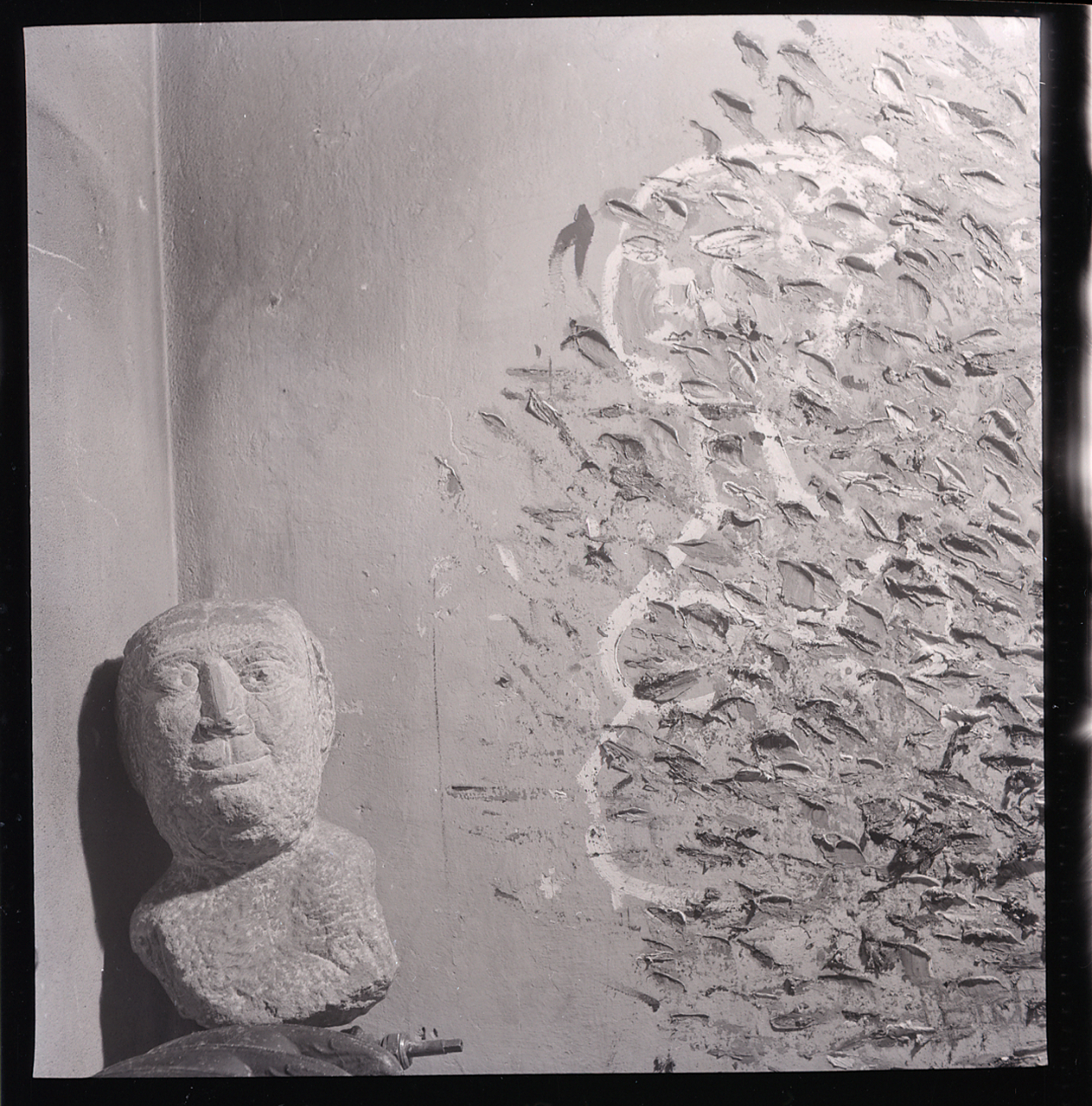
Studio von Bruno Cassinari, Vence, 1963
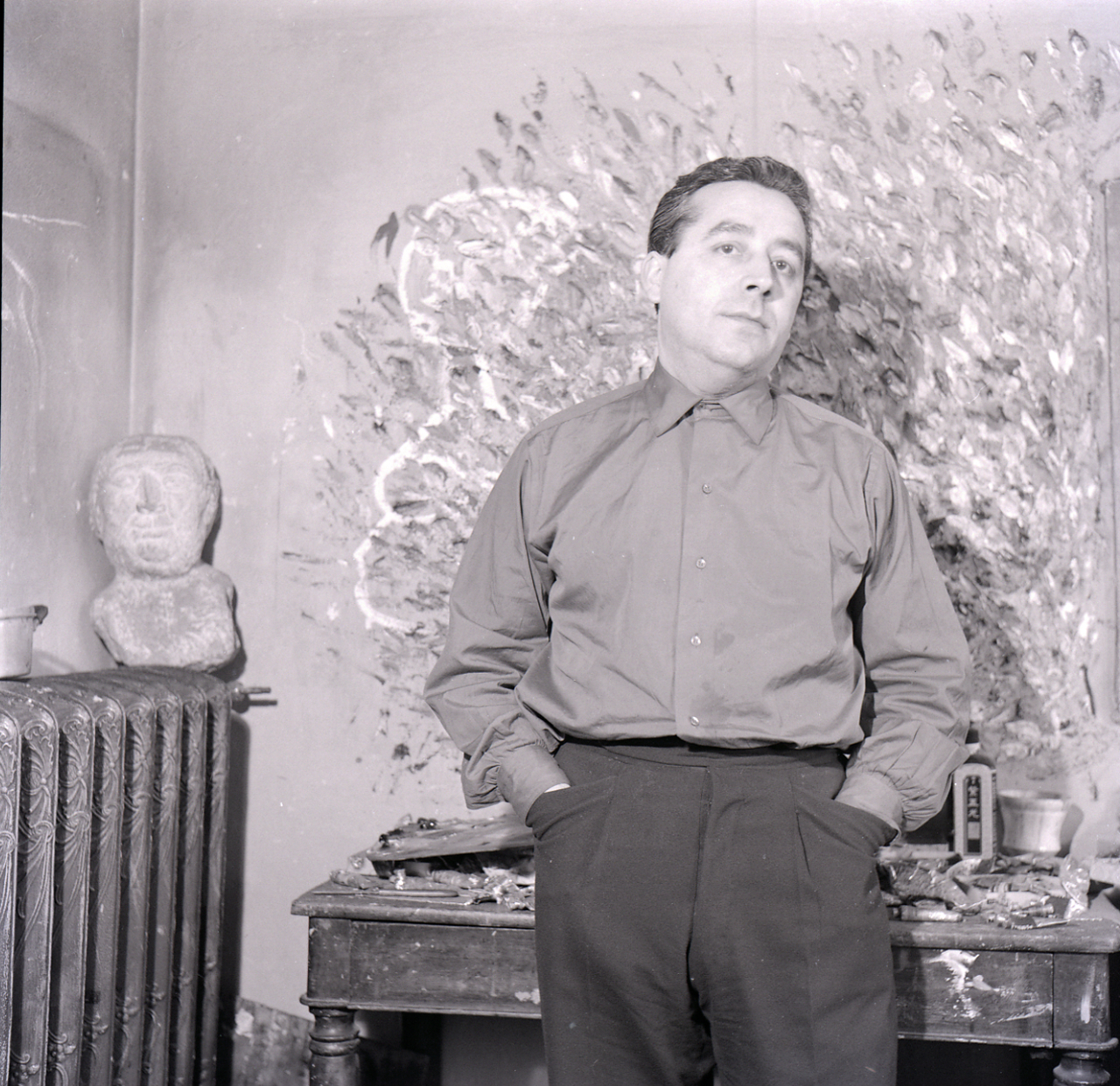
Bruno Cassinari im Studio, Vence, 1958

| Personendaten    | Personendaten                    |
| ---------------- | -------------------------------- |
| NAME             | Cassinari, Bruno                 |
| KURZBESCHREIBUNG | italienischer Maler und Grafiker |
| GEBURTSDATUM     | 29. Oktober 1912                 |
| GEBURTSORT       | Piacenza, Italien                |
| STERBEDATUM      | 26. März 1992                    |
| STERBEORT        | Mailand, Italien                 |